# Habarovsk
Habarovsk este capitala, centrul administrativ al regiunii și cel mai mare oraș din regiunea Habarovsk din Rusia.

## Localizare
Orașul se află la 30 km de granița cu China, la 48°28′N 135°06′E, la confluența râurilor Amur și Ussuri. Este al doilea oraș ca mărime din Orientul îndepărtat rusesc.
După recensămîntul din 2002, populația era de 583.072 de locuitori. În 2010, populația orașului era de 577.441 de locuitori.

## Istorie
Orașul a fost întemeiat în 1858 și denumit după exploratorul rus Ierofei Habarov.
În 1894 în oraș s-a înființat o secție a Societății Geografice Rusești, care a inițiat înființarea unor librării, teatre, muzee în Habarovsk, contribuind la dezvoltarea vieții culturale din zonă. Orașul a avut un istoric zbuciumat el fiind revendicat si de China. Astfel in perioada  când in China Populară era in plină desfășurare "Revoluția Cultural Proletară Maoista", mai precis 1968-1971, a fost obiectul unor grave incidente de frontieră, aplanate cu dificultate de forurile mondiale.

## Orașe înfrățite
- Niigata, Japonia din  1965
- Portland, Statele Unite din  1988
- Victoria, Canada din  1990
- Harbin, China din  1993
- Bucheon, Coreea de Sud din  2002
- Sanya, China din  2011
- Chongjin, Coreea de Nord din  2011

## Personalități născute aici
- Irina Dîmnikova (n. 1943), fizician;
- Aleksandr Kosenkov (n. 1956), sportiv la sărituri în apă;
- Andrei Cimili (n. 1963), ciclist;
- Ivan Skobrev (n. 1983), sportiv la patinaj viteză;
- Olena Kostevîci (n. 1985), trăgătoare de tir;
- Aleksandr Panjinski (n. 1989), sportiv la schi fond.